# Catherine Duriau
 (juin 2020).
Pour les articles homonymes, voir Duriau.
Catherine Duriau est une journaliste/présentatrice de télévision pour la chaîne RTL-TVi. Elle a également été journaliste radio sur Nostalgie, Chérie FM ou encore Bel RTL.Elle a présenté l’émission Bel RTL Soir pendant de nombreuses années , ainsi que l’émission « Images à l’appui » sur RTL 

## Biographie
Après avoir décroché une licence en communication, elle se lance dans la radio et plus particulièrement sur Bel RTL en mars 1998. Elle se lance ensuite dans une carrière de présentatrice sur RTL-TVi. 
Elle est mariée au présentateur Grégory Willocq

## Carrière
Après des années passées dans les studios de radio, Catherine est choisie parmi cinq candidates pour succéder à Caroline Fontenoy afin de présenter l'émission Images à l’appui.

## Prestations télévisées
- Images à l’appui, durant deux ans[3],[4].